# Perissandria parvula
Perissandria parvula är en fjärilsart som beskrevs av Rudolf Püngeler. Perissandria parvula ingår i släktet Perissandria och familjen nattflyn. Inga underarter finns listade i Catalogue of Life.